# Friedrich Greiner
Friedrich Greiner (* 20. Juni 1883 in Beilngries; † 5. April 1959) war ein deutscher  Verwaltungsjurist, Bezirksamtsvorstand und Leiter der Kriminalpolizei in Nürnberg-Fürth.

## Leben
Nach dem Abitur am Erasmus-Gymnasium Amberg studierte Friedrich Greiner Rechtswissenschaften an der Ludwig-Maximilians-Universität München (Mitglied im Corps Palatia München) und der Friedrich-Alexander-Universität Erlangen-Nürnberg. Nach der ersten juristischen Staatsprüfung und anschließendem dreijährigen Vorbereitungsdienst (Referendariat) folgte 1908 das Große juristische Staatsexamen. Bevor er zum Jahresbeginn 1910 als Akzessist zur Regierung von Mittelfranken kam, war er als juristischer Hilfsarbeiter beim Rechtsanwalt Freiherr von Eschenbach in Amberg tätig. Zum 1. Oktober 1915 erhielt er eine Anstellung als Assessor beim Bezirksamt Pfarrkirchen und übernahm im Dezember 1921 als Bezirksamtmann die Leitung des Bezirksamtes Nürnberg. Nach zweijähriger Amtszeit wechselte Greiner in den Polizeidienst und wurde im Juli/August 1923 Regierungsrat bei der Polizeidirektion Nürnberg-Fürth. Diese Funktion hatte er bis zu seinem Wechsel am 1. Juni 1933  als Bezirksoberamtmann (Bezirksamtsvorstand) zum Bezirksamt Sulzbach (Oberpfalz) inne. Bereits nach vier Monaten kehrte er zur Polizei zurück und wurde am 1. Oktober 1933 Leiter der Kriminalpolizei bei der Polizeidirektion Nürnberg-Fürth. Dort wurde er im Oktober Vertreter des Polizeipräsidenten und zum Oberregierungsrat und Kriminalrat befördert. Von Oktober 1939 an bemühte sich Greiner ohne Erfolg um eine Verwendung in der allgemeinen inneren Verwaltung bei der Regierung von Schwaben. Zum 1. August 1941 wurde er nach Danzig versetzt, trat aber den Dienst trotz mehrfacher Aufforderungen nicht an. Eine weitere Versetzung zur Kriminalpolizeileitstelle Hamburg wurde am 1. August 1942 verfügt. Ob Greiner diese Stelle besetzt hat, ist nicht belegt.
So wurde die Versetzung nach Danzig am 18. Juni 1943 aufgehoben, denn er war seit dem 20. November 1941 dienstunfähig erkrankt. Zum 1. September 1943 wurde er auf eigenen Wunsch in den Ruhestand verabschiedet.